# مات كاميرون (كاتب مسرحي)
مات كاميرون (بالإنجليزية: Matt Cameron)‏ هو كاتب مسرحي أسترالي، ولد في 1969.

## وصلات خارجية
- مات كاميرون على موقع IMDb (الإنجليزية)
- مات كاميرون على موقع قاعدة بيانات الفيلم (الإنجليزية)